# Platanthera bifolia
La platantera bifòlia és una espècie d'orquídia del gènere Platanthera. Es distribueix per tot Europa i pel Marroc.
Als Països Catalans es pot trobar de forma escadussera a bona part del territori de Catalunya, en boscos esclarissats, clarianes, brolles i prats de l'estatge montà. Als Pirineus pot arribar a viure en boscos de l'estatge subalpí. A la regió valenciana és força rara, però hi ha algunes poblacions que es refugien a les muntanyes de Morella o l'Alcalatén.

## Descripció
Fa una tija d'entre un pam i mig metre d'alt, amb 2 o 3 fulles basals amples. Al final apareix una espiga allargada amb 10-25 flors petites, característiques de les orquídies. Són d'hàbits terrestres i plantes vivaces que tenen dos tubercles. Es diferencia de la platantera de muntanya per que els lòbuls de l'antera (una part de l'androceu) són més o menys paral.lels entre si. L'esperó de la flor és més llarg i prim i les flors son més blanques i oloroses. Tota ella és un xic menys robusta que la seva congènere.